# Yevgeni Khudobko
Yevgeni Anatolyevich Khudobko (tiếng Nga: Евгений Анатольевич Худобко; sinh ngày 25 tháng 8 năm 1990) là một cầu thủ bóng đá người Nga. Anh thi đấu cho F.K. Spartak Kostroma.